# 威廉·克拉夫特
威廉·克拉夫特（英語：William Kraft，1923年9月6日—2022年2月12日）是一名作曲家、指揮、敲擊樂老师、定音鼓演奏家，以及敲擊樂演奏家。

## 生平
威廉·克拉夫特在美國的芝加哥,伊利诺伊出生。他在1951年被授予哥伦比亚大学的学士学位、在1954年被授予硕士学位。他跟隨杰克·貝和亨利·威尔學習作曲、跟隨亨利·勃兰特學習編曲、跟隨莫里斯·戈登伯格學習敲擊樂、跟隨索爾·古德曼學習定音鼓。
在1954年，威廉·克拉夫特加入的達拉斯交響樂團。完成了一個樂季後，他搬到了洛杉機。在1955/56樂季開始，威廉·克拉夫特成為洛杉磯愛樂樂團的敲擊樂聲部成員，其後17年以定音鼓首席身份出現。 從1981年到1985年，威廉·克拉夫特擔任洛杉磯愛樂樂團的駐團作曲家，在此期間，他還負責洛杉磯愛樂樂團新音樂小組的指揮。

在洛杉磯的時期，威廉·克拉夫特創立了洛杉磯敲擊樂團並擔任了該團指揮，該團主力演奏著名作曲家如吉納斯特拉、哈里森、克雷尼克、斯特拉文斯基，瓦雷澤的作品及進行唱片錄製。

## 委約作品及奖項
威廉·克拉夫特獲得了许多奖项，包括两个肯尼迪中心弗里德海姆奖（ 《面纱和变奏》 (法國號與乐队)在1990年獲得了一等奖、《定音鼓協奏曲》在1984年獲得了二等奖）；两个古根海姆奖学金；美国科学院和研究所艺术和文学音乐奖 ；美國作曲家、作家和發行商協會的奖項，NACUSA奖等等。
威廉·克拉夫特亦收到了許多樂團的委約，他的作品已经被许多重大的美国乐团在音樂會中演出，以及在欧洲、日本、韩国、中国、澳大利亚、以色列和苏联的音樂會中演出。威廉·克拉夫特的《語境:骚乱的六十年代》 (1967年)由苏格兰国家芭蕾舞团和明尼苏达州的舞蹈公司所演出。在1986年， 美国联合航空公司 委托了威廉·克拉夫特為米高·海頓的雕塑 《天空的限制》創作音樂伴奏。在1990年，威廉·克拉夫特入选了敲擊樂藝術協會的名人堂。
在1960年代和1970年代，威廉·克拉夫特的大多数作品均以序列形式所創作，而在1980年代開始他以爵士乐的节奏與印象派和聲創作作品。 在1996年至1998年，他集中在撰写他的第一个歌剧，《红杜鹃》 (Shulman 2001).
在2019年11月7日公怖的英國皇家音樂學院聯合委員會敲擊樂考試大綱中，威廉·克拉夫特所創作的《法國組曲》及《英國組曲》被納入為可供選擇的曲目。

## 著名作品

### 大型作品
- 定音鼓協奏曲兩首
- 敲擊樂協奏曲
- 鋼琴協奏曲
- 大號協奏曲
- 英國管協奏曲
- 《面纱和变奏》
- 沉默的大樹枝“致傑基”(次女高音與弦樂團)
- 《構造I》(副題：防暴的六十年代)
- 《構造II》女高音、男高音、合唱團與管弦樂團(副題：最後的野獸)
- 《構造III》
- 《構造IV》合唱團與敲擊樂團(副題：花、鐘及死亡之歌，所有戰爭受害者的安魂曲)

### 小型作品
- 《遭遇I》敲擊樂獨奏
- 《遭遇II》大號獨奏
- 《遭遇III （页面存档备份，存于）》小號與敲擊樂二重奏
- 《遭遇IV》長號與敲擊樂二重奏
- 《遭遇V》大提琴與敲擊樂二重奏 (副題：〝冬季海上的早晨〞)
- 《遭遇VI （页面存档备份，存于）》輪鼓獨奏(伴奏：敲擊樂四重奏)
- 《遭遇VII》旁白與敲擊樂 (副題：〝和平締造者有福了〞)
- 《遭遇VIII》敲擊樂獨奏 (副題：〝占卜〞)
- 《遭遇IX》敲擊樂獨奏
- 《遭遇X》小提琴與敲擊樂二重奏
- 《遭遇XI》英國管與敲擊樂二重奏
- 《遭遇XII》豎琴與敲擊樂二重奏
- 《遭遇XIII》敲擊樂獨奏(伴奏：木管樂五重奏)
- 《遭遇XIV》小提琴、鋼琴與敲擊樂三重奏
- 《遭遇XV》結他與敲擊樂二重奏
- 《遭遇XVI》長笛與敲擊樂二重奏
- 《遭遇XVII》單簧管與敲擊樂二重奏[4]